# Rue Godron
Pour les articles homonymes, voir Godron et Jacques Godron.
La rue Godron est une voie de la commune de Nancy, sise au sein du département de Meurthe-et-Moselle, en région Lorraine.

## Situation et accès
La voie, d'une direction générale nord-sud, est comprise au sein de la Ville-neuve, à proximité du jardin éponyme et de la place d'Alliance, et appartient administrativement au quartier Charles III - Centre Ville.
Elle relie la rue Sainte-Catherine, au nord, à la rue Girardet, après un virage à angle droit.

## Origine du nom
Elle est nommée d'après Dominique Alexandre Godron (1807-1880).

## Historique
À sa création en 1756, la rue partait de la porte Sainte-Catherine (la porte a été depuis déplacée) sous le nom de « Rue des Champs » parce que c'était la dernière rue de la ville, qui longeait des champs.
La rue porte son nom actuel depuis 1889 et n'a été véritablement urbanisée qu'au XIXe siècle.

## Bâtiments remarquables et lieux de mémoire
- no 11 bis : Entrée du jardin Alexandre-Godron.